# Murupeaca tavakiliani
Murupeaca tavakiliani là một loài bọ cánh cứng trong họ Cerambycidae.